# Charli D'Amelio

(Norwalk (Connecticut), 1 de maig de 2004) és una influenciadora estatunidenca i ballarina. L'any 2020 va ser la persona més seguida a la plataforma de Tik Tok amb només 16 anys. Actualment té més de 100 milions de seguidors i porta més d'un any en la plataforma. Junt amb la seva germana, Dixie D'Amelio tenen una línia de maquillatge. També ha fet múltiples col·laboracions amb marques molt conegudes com per exemple, Hollister i Dunkin Donuts.

## Biografia
Charli Grace D'Amelio va néixer l'1 de maig de l'any 2004 a la ciutat de Norwalk a la localitat de Connecticut (EUA), és una estrella de Tik Tok.
Abans de començar amb Tik Tok, va obrir-se un compte d'Instagram al 2016 on hi penjava fotografies varies amb la seva germana Dixie. Al cap d'un temps va iniciar-se a Tik Tok al juny de 2019 penjant vídeos amb la seva germana Dixie D'Amelio. Mentrestant, estava estudiant en un centre públic de Connecticut per a aconseguir fer el que equivaldria 1r de Batxillerat a l'any següent. Va anar augmentant de seguidors, al novembre de 2019 ja havia arribat als 4 milions de seguidors, i només en 1 mes ja va arribar als 5 milions, és a dir a principis de desembre. El contingut que acostuma a penjar, són balls creats per ella. Sinó fa balls que estan circulant per la xarxa social, anomenats “trends”(balls de moda que durant un temps predominen a lla societat).
També col·laborava a Hype House, un col·lectiu de creadors de contingut de Tik Tok amb seu a Los Angeles, California. Però al Gener del 2020 va signar amb la companyia de talents UTA(United Talent Agency).
Des de finals de 2019 fins a l'Abril del 2020 va estar mantenint una relació sentimental, amb el també “Tik Toker”, Chase Hudson, a les xarxes socials anomenat “lilhuddy”. Van mantenir una relació bastant estable i amb tot el suport dels fans, però al cap d'uns mesos, repentinament, van decidir deixar la relació. Actualment es consideren entre ells millors amics.
Actualment té un web oficial seva anomenat charlidamelio.com. On hi ven i promociona roba de la seva pròpia marca. Apart de promocionar totes les seves xarxes socials.
Disposa de moltes xarxes socials, concretament aquestes: Tik Tok, Instagram, Youtube, Snapchat, Twitter i Facebook. Encara que no tingui tanta repercussió en algunes d'aquestes xarxes, és una manera de poder fer-se conèixer.
Molt abans d'endinsar-se en les xarxes socials, ella practicava ball des els 3 anys, però a partir dels 5 anys ja començar a ballar a nivell competitiu. Alguns cops la podem veure al seu perfil de Tik Tok publicant videos d'ella a competicions o estones de ball improvisat per així delectar als seus seguidors.
Quan ella era una mica més jove, va sofrir moltes crítiques per la forma del seu cos, i li va costar molt superar-ho. Quan va endinsar-se a la plataforma de Tik Tok, va haver-hi una serie de persones, els “haters”, que van començar-la a criticar per la forma de la seva cara i del seu cos. Derivat d'això, ella va tenir trastorns alimentaris i d'imatge corporal, després de la seva experiència, els va respondre amb aquesta frase per Twitter: “mai entendré als adults que em criden per internet o a la vida real, es patètic”. Per parlar en contra dels comentaris negatius cap a ella, juntament amb la seva germana, al Febrer, van participar en la campanya d'Unicef en contra de l'acosament en línia. Va declarar el següent -els "trolls" constantment em feien avergonyir-me pel meu cos- va remarcar que no podien deixar-se afectar per aquestes qüestions.
Fins ara ha aconseguit fer col·laboracions estelars, com per exemple: amb la Jennifer López, participant en el cap de setmana de la Super Bowl. Aconseguint ballar ümb la seva ídola. Ara mateix, Octubre del 2020, segueix treballant a Tik Tok i amb la seva línia de maquillatge “Morphe 2”.

## Èxits
Dunkin Donuts: A part de ballar, també té una gran afició pel cafè. La col·laboració amb Dunkin Donuts va sorgir d'una manera inesperada. Ella, a través de les seves xarxes socials, sempre informava als seus seguidors sobre la seva admiració cap a aquesta companyia. En 2 ocasions va manifestar-se a Twitter amb aquesta frase: “Pot algú casar-me amb la corporació Dunkin Donuts?”, a més el Dia de Sant Valentí del 2020, va twittejar: “El veu veritable Dia de Sant Valentí, ho sento @xlilhuddy”(la seva parella en aquell moment), adjuntant una fotografia d'ella prenent un cafè al mateix establiment de Dunkin Donuts. Al mateix mes de Febrer, Dunkin Donuts va descobrir la seva obsessió, i ella va ensenyar un video mostrant uns regals de la mateixa companyia, fins i tot incloent un dispensador de café amb les paraules “Charli’s Cold Brew Tap”. Després d'això, a principis de Setembre, la franquicia va anomenar una beguda “The Charli”, en honor de la famosa creadora de contingut. Aquesta beguda està composta de café i carmel
Setmana de la moda a Milà: Com es va fer famosa ràpidament a totes les xarxes socials. Li van oferir anar a events VIP, on només les persones més celebres hi poden assistir. Aquest és el cas de la “setmana de la moda”, al Febrer del 2020. La van convidar a la presentació d'una de les marques italianes més importants, Prada. Va conèixer a molts famosos, com per exemple: Agatha Ruiz de la Prada, Gigi Hadid…, fins i tot va fer un Tik Tok amb algun d'ells. Allà també es va donar compte que hi havia gent a tot el món que la seguia, ja que a Milà, va conèixer a molts fans que ella no s'esperava tenir, ja que no sabía la repercussió que havia tingut a altres països. Apart de tot, els dissenyadors de l'equip de Prada li van donar uns consells per a que ella pogués millorar, com per exemple provar coses noves, tot i així, va dir que de moment se sentia còmode amb el seu estil.
UTA: Moltes companyies de talents, que acostumen a representar estrelles de cine, van començar a firmar amb estrelles de Tik Tok, ja que el reconeixement de les persones que creen contingut a aquesta xarxa social, va augmentant de mica en mica. En aquest cas, dues companyies van estar lluitant per poder tenir a la Charli a la seva agència, WME(William Morris Endeavor) i UTA(United Talent Agency). Finalment va firmar amb UTA, on també hi van firmar els seus pares i la seva germana. Gràcies a això, va poder participar en “horari estelar”. Durant la Super Bowl de 2020.
Super Bowl: A gairebé totes les entrevistes que li han fet a la Charli, sempre ha demostrat ser una gran admiradora de la Jennifer López, també citant que era un gran referent per a la seva vida. Al cap d'un temps a una entrevista va confessar que el seu somni era ballar amb la Jennifer López. Com era d'esperar, va conèixer i va ballar amb la seva ídola. Això va succeir al cap de setmana de la Super Bowl LIV, al Febrer del 2020. Al principi, la Charli va quedar fascinada en veure-la, ja que no es creia haver pogut conèixer-la. No va poder contenir-se les emocions. Ella va citar que va ser realment una situació molt boja i que no s'esperava que passés mai.

### Carrera
Ella va començar la seva carrera com a creadora de contingut al 2016, penjant fotos a les xarxes socials amb la seva germana Dixie. Quan es va fer possible la seva fama, va ser al Juny del 2019, on ella va crearse un compte de Tik Tok, on actualment(Octubre 2020), ja acumula la xifra de més de 90 milions de seguidors. 

#### Llibres[2]
A finals de Novembre de 2020, la Charli D'Amelio, va anunciar que l'1 de Desembre de 2020 publicaria un llibre anomenat “Essentially Charli”. En aquest cas només va publicar una edició en anglès, i es desconeix l'existència d'una publicació en castellà per els seus fans d'Espanya i Hispanoamèrica. Amb aquest llibre, explica com enfrontar-se a les xarxes socials de manera correcte amb les seves conseqüències. Per exemple: el ciberassetjament, els comentaris negatius i com desenvolupar una identitat forta i segura davant l'exposició de tu mateix i del “body shaming”. Ha publicat aquest llibre, ja que està basat en la seva experiència real. Fa un temps va col·laborar amb Unicef per crear consciència del ciberassetjament, i va explicar que va haver cops que ho va voler deixar tot el tema de les xarxes socials degut als comentaris negatius. Aquest llibre ha ajudat a moltes noies amb aquest tipus de complexes, i ha ajudat a superar-los per si mateixes.

## Vida personal
Ja que és una persona amb gran repercussió en l'àmbit social. Aquí podem veure quines són les seves amistats més properes i la convivència i el dia a dia amb la seva família.

### Familiar
Els seus pares són la Heidi D'Amelio i el Marc D'Amelio.El seu pare, va formar part de la campanya del Partit Republicà dels Estats Units al senat de Connecticut el 6 de Novembre de 2018, on va perdre amb un 36,8% dels vots, contra Bob Duff.
El que tenen en comú aquesta família, és que tots formen part de la comunitat de Tik Tok. La seva germana Dixie D'Amelio, acumula la quantitat de 41,5 milions de seguidors. Mentres que la seva mare compta amb 6,3 milions de seguidors. Finalment el seu pare compta amb un total de 7,6 milions de seguidors.
Són considerats com els “picapedra” de la xarxa, ja que són una família moderna que destrueix algoritmes, ja que es van augmentant la popularitat entre ells. Acostumen a publicar contingut freqüentment junts, sobretot la Charli amb la Dixie, ja que tenen una relació molt estreta. La Dixie té una teoría sobre la Charli. Ella pensa que durant aquests anys, hi ha hagut una fase de persones que mostraven una falsedat, maquillatge,bellesa… Llavors la Charli ha aportat belles natural, diferent, que ha agradat al públic i ha aconseguit tenir molt suport del públic.
Aquesta família, no estava acostumada a la fama, sinó que era una família més aviat normal i corrent. En una entrevista al Desembre del 2019, quan els van preguntar per la seva relació familiar, ja que tenen molta pressió per la seva fama actual, van dir que s'estan arreglant prou bé amb el costat comercial de la fama i senten que aquest assumpte els està funcionant prou bé. També citant que això era molt nou per a ells, i feien tot el possible per lidiar amb la situació.
Esperem que la fama que tenen els segueixi funcionant i puguin arribar molt lluny amb els seus projectes.

### Social
Al Febrer del 2020, a una entrevista que li van fer juntament amb la seva germana, va insinuar alguna cosa sobre la seva vida amorosa, ja que va opinar de Chase Hudson (Lil Huddy), i va dir “És un noi molt, molt dolç”, va riure ella. Tots els fans van embogir, ja que era una relació que es portava rumorejant durant ja feia un temps, i al dir ella això, ja quasi la confirmava. Quan no ho van fer oficial fins al cap d'un poc més temps. El que va dir ell al respecte va ser això: “és exclusiu, no estem parlant amb ningú més, ens agradem, simplement no li volem posar una etiqueta”. Li va dir que volia esperar un temps per estar segur del que feia, abans de fer-ho públic. Tot i això, la relació va acabar a l'Abril de 2020. Actualment es consideren “besties”, millors amics, el que és estrany, és que no els importa el passat que van tenir i conviuen amb total normalitat.
També és relaciona amb la segona al podi de seguidors, Addison Rae, tenen una relació d'amistat bastant estreta en tot el que entorna a Tik Tok, ja que sovint queden per penjar vídeos, o crear tot tipus de contingut.
Una anècdota sobre un ball que li agradava molt ella: Ella “odiava” un ball, ja que era molt difícil i l'ocupava molt temps. Llavors li va començar a agradar aquest ball, que es va viralitzar: “The Renegade”. La ballarina adolescent Jalaiah Harmon, qui va ser la creadora d'aquest ball originalment, va començar a estar molesta ja que era el seu ball i no l'havien reconegut. Llavors la premsa va començar a dir que la Charli i altres celebritats de Tik Tok havien fet aquest ball sense donar crèdits a la creadora real. Al cap d'uns dies, Jalaiah, va dir que no li importava que fessin el seu ball sense donar crèdits, sinó que esperava poder col·laborar algun dia amb la Charli. El seu desig es va fer realitat ja que al Febrer del 2020 Jalaiah va publicar un vídeo ballant “The Renegade” amb ella i la Addison Rae, una altra celebritat de Tik Tok.
Finalment hi ha un noi, que forma part de la “Sway House”, una altra casa col·laborativa per a crear contingut. Que es diu Noah Beck (19 anys), que es la actual parella de la seva germana Dixie. Aquest noi sovint conviu amb la Charli i la Dixie a casa seva, i acostumen a crear molt contingut per els fans.